# وزکیته
وزکیته (به فرانسوی: Ouazguita) یک شهرک در مراکش است که در استان حوز واقع شده‌است. وزکیته ۶٬۱۳۳ نفر جمعیت دارد.